# Antonio González Ruiz
Antonio González Ruiz (ur. 21 lipca 1711 w Corella, zm. 1 kwietnia 1788 w Madrycie) – hiszpański malarz późnobarokowy i neoklasyczny od połowy XVIII wieku. Nadworny malarz Ferdynanda VII i Karola III.

## Życiorys
Był synem malarza pochodzącego z Nawarry. W wieku 15 lat przeniósł się na dwór królewski, gdzie uczył się w pracowni Michel-Ange'a Houasse. Podobnie jak jego mistrz współpracował z Królewską Manufakturą Tapiserii Santa Bárbara malując kartony do tapiserii – wielkoformatowe wzory do produkcji gobelinów.
Dokształcał się również podróżując po Francji i Włoszech w latach 1732-37. Po powrocie do Madrytu znalazł się w artystycznym kręgu rzeźbiarza Giovanniego Domenico Olivieri i w 1739 roku został minowany królewskim malarzem. W 1744 roku został profesorem malarstwa, a w 1768 dyrektorem  Królewskiej Akademii Sztuk Pięknych św. Ferdynanda w Madrycie.